# Patelloida alticostata
Patelloida alticostata — вид морских брюхоногих моллюсков семейства Lottiidae.
Раковина овальная, коническая, с относительно низкой и тупой вершиной; имеет от двенадцати до тридцати широких, округлых радиальных рёбер и глубоко зазубренный край. Вершина и рёбра часто теряют периостракум и становятся белыми. Промежутки между рёбрами имеют узкие, концентрические полосы или шевроны чёрного или коричневого цвета на беловатом фоне. Внутри раковина белая, за исключением коричневых или черных пятен по направлению к вершине. Длина раковины до 4 см.
Вид населяет умеренно защищённые от волн скалистые берега, особенно ниже уровня среднего прилива, на глубине от 1 до 3 м. Травоядное животное, поедающее микроводоросли с поверхности камней во время прилива и крепко прикрепляющееся к камням во время отлива. Обитает в Индо-Западной части Тихого океана: у берегов Палау и южного побережья Австралия. Безвреден для человека, не является объектом промысла. Охранный статус вида не оценивался.

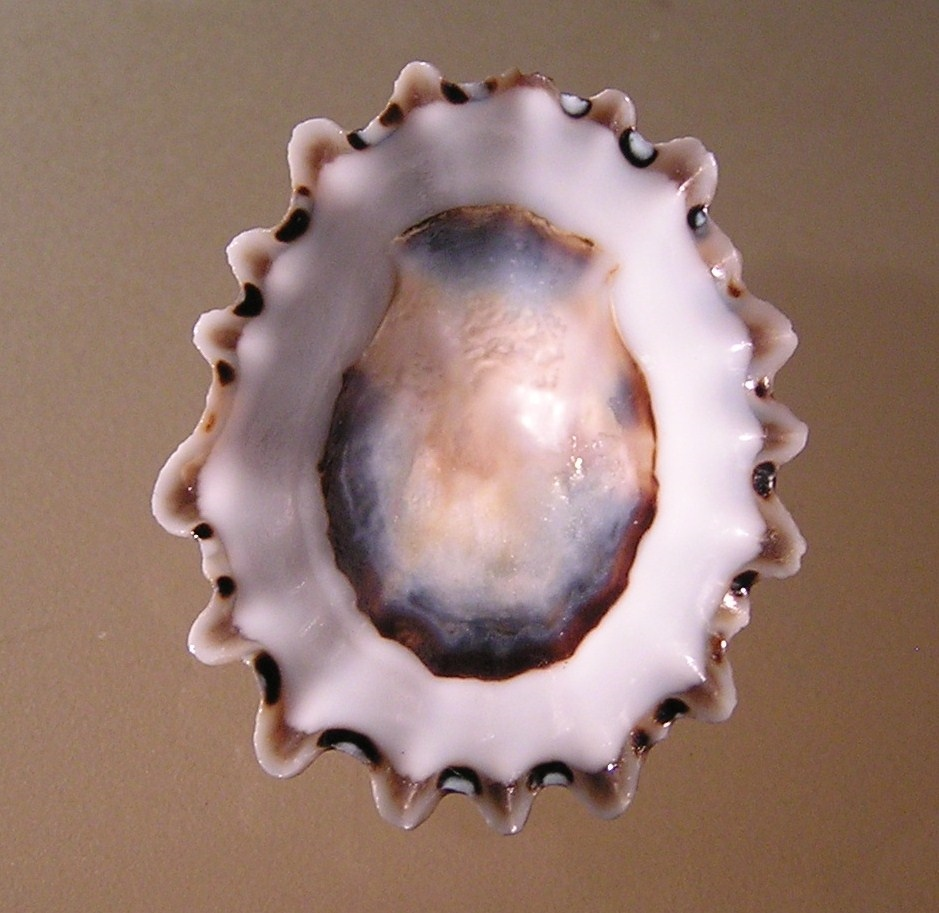
Раковина, вид снизу
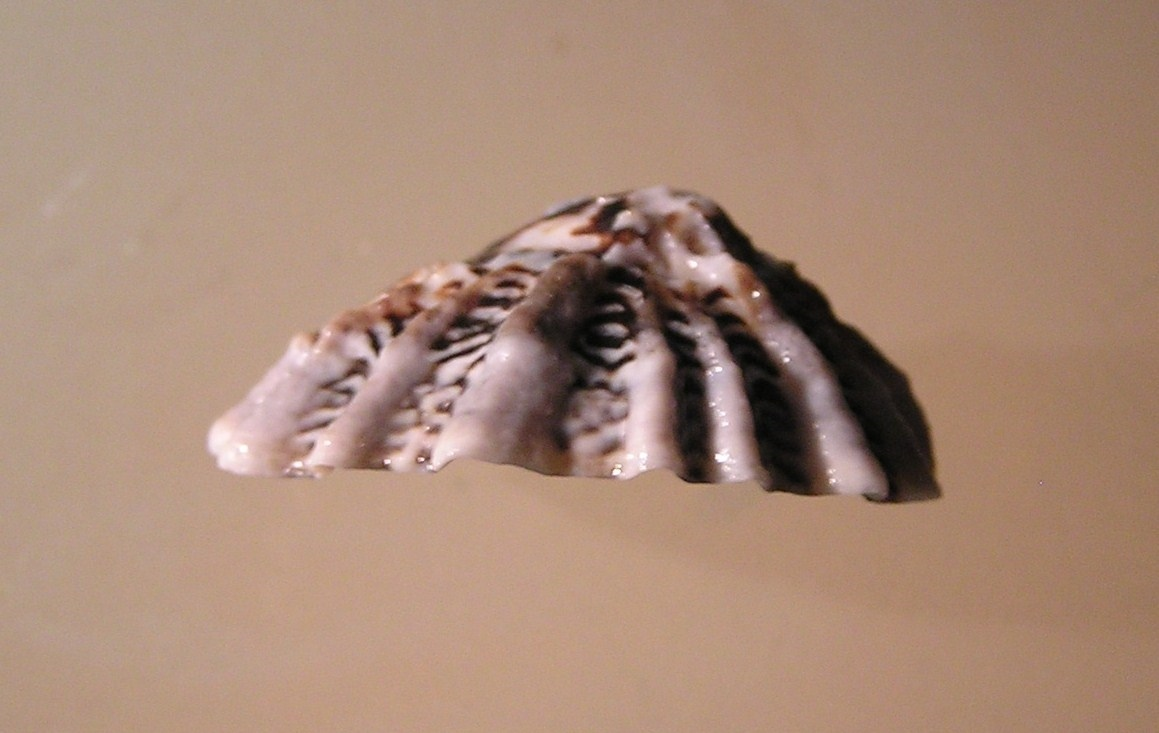
Раковина, вид сбоку